# Сосновський район (Челябінська область)
Сосновський район — муніципальне утворення в Челябінській області Росії.
Адміністративний центр — село Долгодеревенське.

## Географія
Територія району — 2112 тис. Км². район примикає із заходу і півночі до Челябінська.
Територія рівнинна, перепад висот не перевищує 150 метрів: Чишминські болота (186 м), долина р. Міас в районі с. Високий (313 м). Різноманітність корисних копалин невелика: піски, глини і граніти.
З численних озер Сосновського району п'ять популярні як місця відпочинку, на семи водоймах ведеться промислове зарибнення та понад десять слугують мисливськими угіддями.

## Історія
Сосновський район, утворений у січні 1924 року під ім'ям Челябінського.
У червні 1930 включений до складу Челябінська, однак продовжував існувати як територіальна спільність сільрад, підпорядкованих міськраді.
У березня 1934 року Оргкомітет Рад Челябінської області ухвалив рішення про виділення Челябінського району, вже через кілька днів був обраний райвиконком.
20 грудня 1934 ВЦВК РРФСР затвердив рішення оргкомітету, але з суттєвою поправкою: адміністративний центр переносився з Челябінська в селище Соснівка, район перейменовувався Сосновський.

## Економіка
Площа сільгоспугідь — 1259000 гектарів.
Землі лісового фонду становлять 56300 гектарів
Економіка Сосновського району в даний час розвивається в основному, у двох напрямках: промислове виробництво (ВАТ «Макфа», МГ ЧЛПУ «Уралтрансгаз», РСП-15) і сільське господарство (ТОВ «Равіс», фермерські господарства, СВК «Росія» та інші). Поряд з традиційними Сосновський підприємствами на території відкрито низку нових виробництв: випускають продукцію заводи «Минплита» п. Федорівка і «Технополіс», популярні на Південному Уралі мінеральні води «Полетаєвська» і «Люкс-вода», користується попитом камінь ТОВ «Граніт-сервіс». Роль малого бізнесу економічно невелика, але ці підприємства мають соціальну значимість. Завдяки їм вирішуються питання транспортного сполучення між населеними пунктами (Соснівське АТМ-М), здійснюється переробка сільгосппродукції (ТОВ «Лазурний», ТОВ «Продсервіс», ХК «Тандем» та ін.), Ведеться управління житловим та муніципальним фондами (ТОВ «Сосновськжитлкомхоз»), а також надаються різні послуги населенню.
На території району є одне з найбільших у світі родовищ мідно-порфірових руд — родовище «Томінське».